# Casal de Tiana
El Casal de Tiana és una obra de Tiana (Maresme) protegida com a bé cultural d'interès local.

## Descripció
És una edificació aïllada d'una sola nau amb vestíbul, sala amb amfiteatre i escenari. L'estructura és de parets de càrrega amb encavallades de fusta i embigat metàl·lic. La façana principal és simètrica i es compon de tres cossos separats per pilastres ornamentals. L'eix de simetria està emfatitzat per la porta d'accés d'arc escarser, la marquesina i el finestral d'arcs apuntats que enllaça amb els motius ornamentals del frontó. La coberta és a dos aiguavessos. L'interior ha estat reformat. La sala presenta pilastres, capitells i falsos arcs diafragma de guix. El marc de l'escenari està decorat amb garlandes, elements vegetals i florals amb una gran mascara al centre.